# Морозов, Григорий Иосифович
Григо́рий Ио́сифович Моро́зов (1921—2001) — советский и российский правовед, заслуженный деятель науки России, доктор юридических наук, профессор, почётный президент Всемирной федерации ассоциаций содействия ООН.
Первый муж дочери И. В. Сталина — С. И. Аллилуевой.

## Биография
Родился 10 августа 1921 году  в Москве в семье коммерческого директора парфюмерной фабрики Иосифа Григорьевича (1888—1966) и Ревекки Марковны (1888—1973) Морозовых. Учился в одном классе с сыном И. В. Сталина — Василием Сталиным в 175 школе г. Москвы.
В 1944 году женился на дочери И. В. Сталина — Светлане Аллилуевой. У них родился сын Иосиф, усыновленный впоследствии вторым мужем Светланы. В 1948 году брак был расторгнут.
В феврале 1948 года отец Григория Иосиф Морозов был арестован по обвинению в «клеветнических измышлениях против главы Советского государства» и находился в заключении до 1953 года. Сам Григорий в 1949 году окончил МГИМО и получил работу в МИД СССР.
В 1960-х годах преподавал на кафедре международного права МГИМО, будучи выпускником первого выпуска этого вуза.
Умер 10 декабря 2001 года на 81 году жизни. Похоронен в Москве на Востряковском кладбище рядом с родителями.

## Основные работы
Монографии
- Морозов Г. И. Новый шаг к прочному миру. М.,1958.
- Морозов Г. И. Международные организации. Некоторые вопросы теории. 2-е изд., доп. М.: Мысль, 1974. 332 c.
- Морозов Г. И. Терроризм — преступление против человечества (международный терроризм и международные отношения). М., 1997. 87 c. (2-е, переработанное и дополненное издание. М., ИМЭМО РАН, 2001)
- Морозов Г. И. Организация Объединенных Наций. Основные международно-правовые аспекты структуры и деятельности. М.: Изд-во ИМО, 1962. 511 c.
- Морозов Г. И. Организация Объединенных Наций. К 15-летию Устава ООН. М.: Изд-во ИМО, 1960. 190 c.
- Морозов Г. И. ООН на рубеже XXI века (кризис миротворчества ООН). М., 1999.

Диссертации
- Уголовная ответственность за пропаганду агрессии: Дис. … канд. юрид. наук. Москва, 1951.
- Организация Объединенных Наций (международно-правовые аспекты структуры и деятельности): Дис. … д.ю.н. Москва, 1961

Учебные пособия и справочные издания
- Курс международного права. Учебный курс. 2-е изд., перераб. и доп. / Редкол.: Кожевников Ф. И. (Отв. ред.), Менжинский В. И., Мовчан А. П., Морозов Г. И. М.: Международные отношения, 1966. 648 с.
- Курс международного права. Учебник / Г. И. Морозов и др.; Отв. ред. Блищенко И. П., Кожевников Ф. И. 3-е изд., перераб. и доп. М.: Международные отношения, 1972. 384 c.
- Курс международного права: Основные институты и отрасли современного международного права. В 6-ти томах. Т. 5 / Г. И. Морозов и др. М.: Наука, 1969. 445 c.
- Курс международного права: Отрасли международного права. В 7-ми томах. Т. 6 / Г. И. Морозов и др. М.: Наука, 1992. 312 c.
- Международное право. Учебный курс / Морозов Г. И. (ред.) и др. М.: Международные отношения, 1964. 679 c.
- Международные неправительственные организации. Справочник / Морозов Г. И. (ред.) и др. М.: Наука, 1967. 487 с.